# Aiko Nakamura
Aiko Nakamura (japanisch 中村 藍子, Nakamura Aiko; * 28. Dezember 1983 in Tennōji-ku, Osaka) ist eine japanische Tennisspielerin.

## Karriere
Nakamura, die am liebsten auf Hart- und Rasenplätzen spielt, begann im Alter von fünf Jahren mit dem Tennissport. Im November 1998 spielte sie ihr erstes ITF-Turnier, 1999 wurde sie Profispielerin.
Vier Turniersiege im Einzel und drei im Doppel konnte sie bislang auf dem ITF Circuit für sich verbuchen. 2006 erreichte sie das Finale der Japan Open in Tokio, musste sich aber der Französin Marion Bartoli in drei Sätzen mit 6:2, 2:6, 2:6 geschlagen geben. 2008 stand sie dort auch im Doppelfinale.
2011 scheiterte sie sowohl bei den Australian Open als auch in Paris in der Qualifikation. In  Wimbledon trat sie gar nicht an. Sie konnte in ihrer Profikarriere auch noch kein Turnier auf der WTA Tour gewinnen.
Zwischen 2005 und 2009 spielte Nakamura für das japanische Team im Fed Cup.
Seit ihrem Scheitern in der Qualifikation bei den US Open 2012 ist sie bei keinem offiziellen Turnier mehr angetreten.

## Turniersiege

### Einzel
| Nr. | Datum            | Turnier     | Kategorie   | Belag     | Finalgegnerin      | Ergebnis      |
| --- | ---------------- | ----------- | ----------- | --------- | ------------------ | ------------- |
| 1.  | 8. August 2004   | Louisville  | ITF $50.000 | Hartplatz | Vilmarie Castellvi | 6:4, 6:2      |
| 2.  | 24. Oktober 2004 | Haibara-gun | ITF $25.000 | Teppich   | Yuka Yoshida       | 6:1, 6:4      |
| 3.  | 3. Mai 2009      | Gifu        | ITF $50.000 | Teppich   | Tomoko Yonemura    | 6:1, 6:4      |
| 4.  | 29. August 2011  | Tsukuba     | ITF $25.000 | Hartplatz | Chan Chin-wei      | 6:3, 2:6, 6:3 |

### Doppel
| Nr. | Datum          | Turnier           | Kategorie   | Belag     | Partnerin       | Finalgegnerinnen                        | Ergebnis |
| --- | -------------- | ----------------- | ----------- | --------- | --------------- | --------------------------------------- | -------- |
| 1.  | 28. Juli 2002  | Evansville        | ITF $10.000 | Hartplatz | Kim Jin-hee     | Gabrielle Baker Deanna Roberts          | 6:4, 6:0 |
| 2.  | 18. April 2004 | Ho-Chi-Minh-Stadt | ITF $25.000 | Hartplatz | Rika Fujiwara   | Olena Antypina Gjulnara Fattachetdinowa | 6:3, 6:3 |
| 3.  | 3. Mai 2009    | Gifu              | ITF $50.000 | Teppich   | Sophie Ferguson | Misaki Doi Kurumi Nara                  | 6:2, 6:1 |